# Серные Источники (Дагестан)
Серные Источники — упразднённое село в Ахтынском районе Дагестана. На момент упразднения входило в состав Ахтынского сельсовета. В 1980-е годы включено в состав села Курукал и исключено из учётных данных.

## География
Располагалось в ущелье реки Ахтычай, на её левом берегу, на против села Курукал. Ныне представляет собой юго-западную, заречную часть села Курукал, так называемый хутор Серные Источники.

## История
Село возникло в курортной местности приуроченной к Ахтынским термальным источникам. Обустройство источников, было произведено ещё в период кавказской войны, отчего два из них до сих пор носят названия Соддатский и Офицерский. В разные периоды населенный пункт то учитывался в составе Курукала, то вновь выделялся в самостоятельный.
Так по данным переписи 1939 года посёлок Курорт входил в состав Ахтынского сельсовета и в нём проживало 13 человек.
В 1958 году в селе был построенный санаторий, который действует и по настоящее время.
В 1966 году населенный пункт учтен в составе ахтынского сельсовета, но при переписи 1970 года он не выделен и по всей видимости население учтено в составе села Курукал.
В 1979 году населенный пункт вновь учтен как самостоятельный в составе Ахтынского сельсовета.

## Население
По данным переписи 1939 года в посёлке Курорт учтено 13 человек, в том числе 7 мужчин и 6 женщин.
В 1979 году преобладающей нацией в селе указаны лезгины.